# Dryopteris wusugongii
Dryopteris wusugongii är en träjonväxtart som beskrevs av Li Bing Zhang. Dryopteris wusugongii ingår i släktet Dryopteris och familjen Dryopteridaceae. Inga underarter finns listade.